# 高野律雄
高野 律雄（たかの のりお、1961年〈昭和36年〉10月22日 - ）は、日本の政治家。東京都府中市長（4期）。元府中市議会議員（3期）。

## 来歴
東京都府中市南町に生まれる。父は、府中市議会議長を務めた高野正次。府中市立住吉小学校、府中市立府中第三中学校、立教高等学校卒業。1980年（昭和55年）4月、立教大学経済学部に進学。大学時代は立教大学体育会ラグビー部で主将を務めた。
1984年（昭和59年）3月、同大学卒業。同年4月、株式会社レナウンに就職。1991年（平成3年）、府中市内の幼稚園に就職する。
1998年（平成10年）、難病指定されている拡張型心筋症に罹った高校生を救う会の代表となる。
1999年（平成11年）4月、府中市議会議員選挙に出馬して初当選。以降、2011年（平成23年）4月まで同市議を3期にわたり務める。
2012年（平成24年）1月22日執行の府中市長選挙に無所属で出馬し、自由民主党、公明党、社会民主党の３党が推薦して初当選。投票率は30.09％。同年2月10日、市長に就任。
2016年（平成28年）1月31日執行の府中市長選挙に、自由民主党、公明党、民主党、社会民主党の推薦を受けて立候補。日本共産党推薦の新人を破り再選。投票率は32.79％。
2020年（令和2年）1月26日執行の府中市長選挙に、自由民主党、公明党、社会民主党、都民ファーストの会の推薦を受けて立候補。元市議会議員の目黒重夫を破り3選。投票率31.92%。
2024年（令和6年）1月28日執行の府中市長選挙に、自由民主党、公明党、国民民主党、都民ファーストの会の推薦を受けて立候補。府中労働組合総連合議長の甲田直己を破り4選。投票率は33.78%。

## 政策・主張
- 府中駅南口市街地再開発事業[10][11][12]に尽力した[13][14][15]。
- 府中市の市政運営の課題として、地域の福祉拠点の整備、保育園の待機児童対策を掲げている[16]。「府中市は人口規模が同じくらいの周辺市より待機児童が多い。多元的な保育を展開する」と述べている[17]。
- 2018年（平成30年）11月28日、LGBTなど性的少数者のカップルが婚姻に相当する関係にあると認める「パートナーシップ宣誓制度」を2019年4月に導入すると発表した[18]。高野の施策は実り、制度導入後、認定を求めて移住するカップルも出てきた[19]。
- ラグビーワールドカップ2019の開催にあたっては、府中市に隣接する味の素スタジアムが会場となったこともあり[20]、2018年9月21日に府中市と市内に拠点を置くジャパンラグビートップリーグのチームであるサントリーサンゴリアス、東芝ブレイブルーパスとの協働に関する提携を締結[21]するなど、「ラグビーのまち府中」[22]として町おこしを行った[20][23]。